# Serafín Luis Alberto Cartagena Ocaña
Serafín Cartagena Ocaña OFM de nombre secular Luis Alberto Cartagena Ocaña (Riobamba, 7 de noviembre de 1924) es un eclesiástico católico ecuatoriano, siendo el obispo más longevo con 100 años de edad. Fue obispo-vicario apostólico de Zamora, entre 1982 y 2003. También fue prefecto apostólico de Galápagos, desde 1980 a 1982.

## Biografía
Nació el 7 de noviembre de 1924, en la comunidad de Tixán, del cantón ecuatoriano de Riobamba. Hijo de padres oriundos de Riobamba. Su nombre de bautizo fue Luis Alberto.
Vivió su infancia en Tixán. Pero, tras la muerte de su padre en Guayaquil, mientras lo operaban de un cáncer maligno, cuando apena tenía 5 años de edad, su madre se trasladó a Riobamba.
Estudió en las casas de estudio franciscanas en Quito.

### Vida religiosa
Ingresó en la Orden de Frailes Menores, en Quito, vistiendo así el hábito franciscano.
Su ordenación sacerdotal fue el 1 de abril de 1951; también cambió su nombre por el de Serafín. En julio de ese año, celebró su primera misa en su pueblo natal. En agosto, al mes de celebrar su primera misa, su madre fallecía.
En diciembre del mismo año, lo enviaron como misionero a Zamora Chinchipe, a la única parroquia que era Cumbaratza, que abarcaba toda la zona de Nangaritza, Zumbi, El Pangui y Yantzaza que no existía en aquel entonces.
El 17 de mayo de 1980, fue nombrado prefecto apostólico de Galápagos. Mantuvo este cargo hasta su nombramiento en Zamora.

### Episcopado
El 10 de septiembre de 1982, el papa Juan Pablo II lo nombró obispo titular de Gibba y vicario apostólico de Zamora. Fue consagrado el 2 de febrero de 1983, en la Iglesia de San Francisco de Quito, a manos del arzobispo Vincenzo Maria Farano.

#### Renuncia
En 1999, presentó su renuncia como lo establece el Código de Derecho Canónico. El 1 de febrero del 2003, el papa Juan Pablo II aceptó su renuncia, como vicario apostólico de Zamora, nombrado a su sucesor al mismo tiempo.
Es uno de los pocos obispos eméritos, que existen en el mundo, al superar los 90 años de edad y es el obispo emérito más longevo del Ecuador con 100 años; tras el lo siguen: Raúl López Mayorga y Víctor  Maldonado Barreno OFM.

## Posiciones políticas e ideológicas

### Política
Cartagena ha manifestado que la Iglesia no debe inmiscuirse en la política, pero sí mentalizar, enderezar y sobre todo acompañar a los feligreses para que sean buenos políticos.

### Homosexuales
Sobre los homosexuales, Cartagena ha dicho: "Esto está en contra de la misma naturaleza, no porque lo diga el hombre. Dios hizo hombre y mujer para la raza humana, entonces es reprobable la unión carnal entre personas del mismo sexo".

### Métodos anticonceptivos
Ha manifestado que: "Mi criterio es, que estos han sido creados por la ciencia, esos métodos son realizables porque la iglesia no puede irse en contra de la ciencia; sin embargo, por mi calidad de sacerdote debo añadir, que todo lo que es destrucción de una nueva vida es condenado por Dios. Por eso la iglesia ha salido a defender la vida desde la concepción".